# 奧拉德易卜拉欣區
35°00′00″N 0°30′00″E / 35.0000°N 0.5000°E
奧拉德易卜拉欣區（阿拉伯语：‎），是阿爾及利亞的行政區，位於該國西北部，由賽伊達省負責管轄，首府設於奧拉德易卜拉欣，面積918平方公里，2008年人口为3,408人，人口密度每平方公里4人。